# Nevermore (Gauguin)
Pour les articles homonymes, voir Nevermore (homonymie).
Nevermore (en français : Jamais plus) est une toile du peintre français Paul Gauguin réalisée en 1897 lors de son second séjour à Tahiti.
Le britannique Frederick Delius achète l'oeuvre en 1898 avant que Samuel Courtauld ne l'acquiert en 1924. Elle est conservée à l'Institut Courtauld à Londres.

## Description
Une jeune Tahitienne est allongée nue sur le côté gauche, face au spectateur. Son regard absent dégage de la tristesse. Deux femmes se tiennent à la porte en arrière-plan. Un corbeau est à la fenêtre.

## Analyse
Nevermore est inspiré du poème Le Corbeau (titre original : The Raven) de l'écrivain américain Edgar Allan Poe. Dans ce poème, le corbeau est un sinistre messager dont la seule réponse est « Jamais plus » (Nevermore). Il représente « l'oiseau du Diable qui est aux aguets», comme l'écrit Gauguin dans une lettre à Monfreid.
Gauguin évoque ici le romantisme du monde tahitien qui disparaît et ne reviendra plus.

## Voir plus